# Feridun Buğeker
Feridun Buğeker (Estambul, 5 de abril de 1933 - Estambul, 6 de octubre de 2014) fue un futbolista turco que jugaba en la demarcación de delantero.

## Biografía
Debutó como futbolista en 1949 con el Beyoğlu SK, donde jugó tres temporadas. Fue entonces cuando el Fenerbahçe SK se fijó en él y se hizo con sus servicios hasta 1955, jugando 42 partidos y marcando quince goles. Posteriormente se trasladó a Alemania para jugar en el Stuttgarter Kickers, con quien ganó la Oberliga, ascendiendo así de categoría. Después de seis años, volvió al Fenerbahçe SK, donde jugó hasta 1963. Finalmente se retiró en el Göztepe SK en 1964.
Falleció el 6 de octubre de 2014 en Estambul a los 81 años de edad.

## Selección nacional
Jugó un total de cinco partidos para la selección de fútbol de Turquía entre 1953 y 1955. Hizo su debut en un partido amistoso contra Suiza el 25 de mayo de 1953. Llegó a disputar la clasificación para la Copa Mundial de Fútbol de 1954 y el primer partido del torneo contra Alemania Occidental, partido que acabó 4-1 a favor del conjunto alemán.

## Clubes
| Club                | País                | Año       | Partidos | Goles |
| ------------------- | ------------------- | --------- | -------- | ----- |
| Beyoğlu SK          | Turquía             | 1949-1952 | ¿?       | ¿?    |
| Fenerbahçe SK       | Turquía             | 1952-1955 | 42       | 15    |
| Stuttgarter Kickers | Alemania Occidental | 1955-1961 | 22       | 4     |
| Fenerbahçe SK       | Turquía             | 1961-1963 | 70       | 31    |
| Göztepe SK          | Turquía             | 1963-1964 | ¿?       | ¿?    |

## Palmarés

### Campeonatos nacionales
| Título   | Club                | País     | Año  |
| -------- | ------------------- | -------- | ---- |
| Oberliga | Stuttgarter Kickers | Alemania | 1959 |